# Alquilmercurio liasa
La alquilmercurio liasa (EC 4.99.1.2) es una enzima que cataliza la siguiente reacción química:
Por lo tanto esta enzima utiliza como sustrato a un compuesto alquilmercúrico y iones hidrógeno, mientras que sus productos son un alcano y un ion de mercurio.

## Clasificación
Esta enzima pertenece a la familia de las liasas, y más concretamente a la clase de liasas que engloba a todas aquellas liasas que no calzan en ninguna otra clase.

## Nomenclatura
El nombre sistemático para esta actividad enzimática es alquilmercurio mercúrico liasa (formadora de alcano). Otros posibles nombres con los cuales se la conoce son: organomercurio liasa, liasa organomercurial, liasa alquilmercurio mercúrica.

## Papel biológico
Esta enzima participa en mecanismos de detoxificación convirtiendo a los compuestos orgánicos de mercurio en compuestos menos tóxicos.